# Dilshot Jalmatov
Dilshot Jalmatov (en ucraniano: Ділшот Халматов, 7 de marzo de 1998) es un deportista ucraniano que compite en judo. Ganó una medalla de plata en el Campeonato Europeo de Judo de 2023, en la categoría de –60 kg.

## Palmarés internacional
| Campeonato Europeo | Campeonato Europeo    | Campeonato Europeo | Campeonato Europeo |
| Año                | Lugar                 | Medalla            | Categoría          |
| ------------------ | --------------------- | ------------------ | ------------------ |
| 2023               | Montpellier (Francia) | Medalla de plata   | –60 kg             |